# Nevelde
A nevelde egy olyan weblap, ahol a regisztrált felhasználók virtuális élőlényt, ritkábban tárgyat tudnak fejleszteni, „nevelni”.
A neveldének két fő típusa ismert hazánkban, az interaktív, automatizált nevelde, és az adminisztrátorok, moderátorok által gondozott, többségében fórum alapú nevelde. Ez utóbbiban a felhasználók egy-egy hozzászólásban közölhetik, mit csinálnának lényükkel. Ezek a kis neveldék felhasználói tábora többségében pár főt foglal magában.
Az interaktív neveldékben a játék mögött egy erre a célra kifejlesztett program áll, mely felügyeli a lényeket.  Ezen neveldék felhasználói tábora elérheti a több ezer főt is, annak ellenére, hogy egyes oldalak SMS alapú fizetési rendszert üzemeltetnek, így bizonyos funkciókat csak pénzért lehet elérni.
A neveldék funkciói és a velük szemben támasztott elvárások idővel megváltoztak: kezdetben csupán a lény etetésére és tanítására szolgáltak, ma viszont már egész közösségek épülnek egy-egy oldal köré. A felhasználók virtuális klubokat alapíthatnak, blogot vezethetnek, vagy akár személyes találkozókon is részt vehetnek.

## Fordítás
- Ez a szócikk részben vagy egészben  a   Digital pet című angol Wikipédia-szócikk ezen változatának fordításán alapul.  Az eredeti cikk szerkesztőit annak laptörténete sorolja fel. Ez a jelzés csupán a megfogalmazás eredetét és a szerzői jogokat jelzi, nem szolgál a cikkben szereplő információk forrásmegjelöléseként.